# Edward Voigt

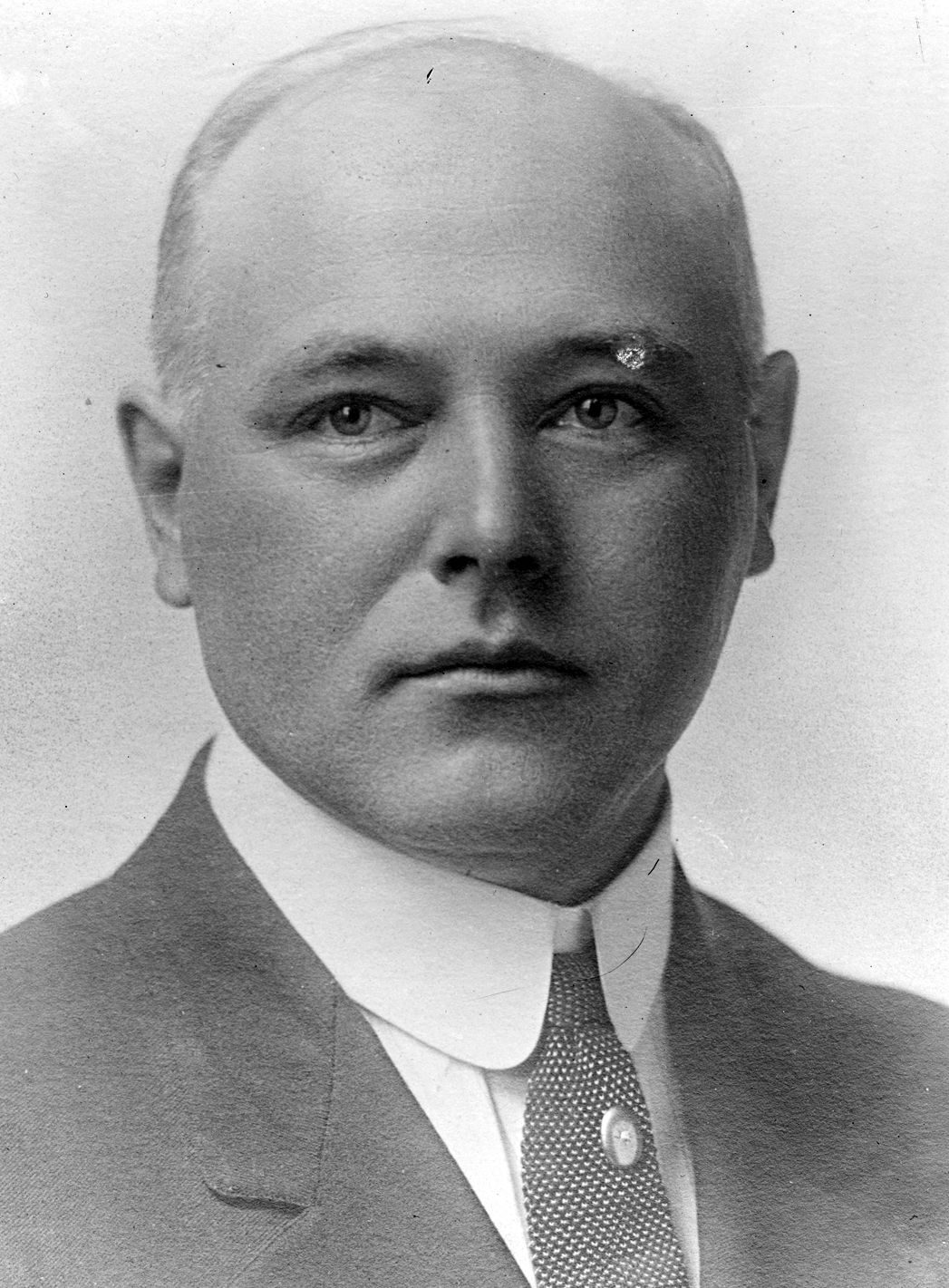
Edward Voigt

Edward Voigt (* 1. Dezember 1873 in Bremen; † 26. August 1934 bei Sheboygan, Wisconsin) war ein deutschamerikanischer Politiker. Zwischen 1917 und 1927 vertrat er den Bundesstaat Wisconsin im US-Repräsentantenhaus.

## Werdegang
Im Jahr 1883 wanderte die Familie von Edward Voigt von Deutschland in die Vereinigten Staaten aus, wo sie sich in Milwaukee (Wisconsin) niederließ. Dort besuchte er die öffentlichen Schulen. In den folgenden Jahren arbeitete er als Angestellter in verschiedenen Versicherungs- und Anwaltsbüros. Nach einem Jurastudium an der University of Wisconsin–Madison und seiner Zulassung als Rechtsanwalt begann er in Sheboygan in seinem neuen Beruf zu arbeiten. Zwischen 1905 und 1911 fungierte er als Bezirksstaatsanwalt im Sheboygan County; von 1913 bis 1917 war er Anwalt der Stadt Sheboygan.
Politisch war Voigt Mitglied der Republikanischen Partei. Bei den Kongresswahlen des Jahres 1916 wurde er im zweiten Wahlbezirk von Wisconsin in das US-Repräsentantenhaus in Washington, D.C. gewählt. Dort trat er am 4. März 1917 die Nachfolge von Michael E. Burke an. Nach vier Wiederwahlen konnte er bis zum 3. März 1927 fünf Legislaturperioden im Kongress absolvieren. In diese Zeit fiel der Erste Weltkrieg. In den Jahren 1919 und 1920 wurden der 18. und der 19. Verfassungszusatz im Kongress verabschiedet. 1924 war Voigt Delegierter zur Republican National Convention in Chicago, auf der US-Präsident Calvin Coolidge für eine weitere Amtszeit nominiert wurde.
Im Jahr 1926 verzichtete Voigt auf eine weitere Kandidatur für das US-Repräsentantenhaus. Danach arbeitete er zunächst wieder als Anwalt. Seit 1929 war er Richter im vierten Gerichtsbezirk von Wisconsin. Dieses Amt bekleidete er bis zu seinem Tod am 26. August 1934 während eines Sommeraufenthalts in Crystal Lake nahe Sheboygan. Er wurde in Milwaukee beigesetzt.